# 撒尔塞特岛

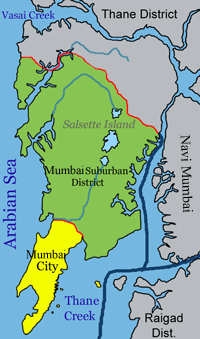
位于撒尔塞特岛上的孟买市区（黃）和郊区（綠）

撒尔塞特岛（葡萄牙語：Salsete）是印度马哈拉施特拉邦西海岸的一个岛屿。孟买大都会区和塔那市的一部分都位于岛上。

## 位置
今天的撒尔塞特岛原来是几个小岛，在19世纪和20世纪初被连成一个岛屿。它的界限北面到Vasai溪，东北到Ulhas河，东面到塔纳溪和孟买湾，南面和西面濒临阿拉伯海。孟买市位于该岛南端的半岛上，市区和郊区加在一起，覆盖了该岛的大部分地方。该岛北部拥有桑贾伊·甘地国家公园。塔那市位于该岛的东北角，濒临塔纳溪。地理坐标大约为北纬20°N，东经72°。在行政上，该岛大部分属于孟买市辖区。在行政上被分为2个区，孟买市区和孟买郊区。该岛北部归塔纳区，塔纳区通过Vasai溪和塔纳河延伸到大陆。

## 历史
“撒尔塞特”这个名字的意思是"六十六个村庄"。今天的撒尔塞特岛在以前是几个各自独立的岛屿。目前岛屿的北部和中部的大部分是历史上的撒尔塞特岛，而岛屿南部，包括孟买市区在内，在以前是从撒尔塞特岛向南延伸七个小岛（Mahim, Bombay, Mazagaon, Parel, Colaba, Little Colaba和Sion）。Trombay岛位于撒尔塞特岛的东南。

## 地理
参见： 孟买地理
该岛部分地方丘陵起伏，尽管许多小山被削平用来填海，连接原有的七岛，扩大城市面积。该岛的最高点在北部的桑贾伊·甘地国家公园内，海拔450米。这个国家公园是世界最大的一个位于市区界限以内的国家公园。

### 其它自然形态

#### 湖泊
这里有3个主要湖泊Powai湖、Tulsi湖和Vihar湖后面两个湖泊供应城市部分水源。在Thane区还有大量的小池塘和湖泊。在Powai湖岸边是著名的印度理工学院孟买分校。

#### 河流
有3条小河发源于国家公园内：Mithi (Mahim)河、Oshiwara河和Dahisar河注入阿拉伯海。Mithi河发源于Powai湖。Vasai和Thane溪是Ulhas河的河口支流

#### 小溪
许多盐溪或咸水溪从海岸向内陆延伸。Mahim溪从西部，Sion溪（Sion溪已不存在）从东部将市区与郊区分开。在西海岸更靠北的地方，Oshiwara河注入Malad溪，Dahisar河注入Gorai溪。东部海滨也有许多小溪。

#### 海滩
孟买的西海岸有许多海滩，最著名的是焦柏蒂海滩
19°12′N 72°54′E / 19.200°N 72.900°E